# 唐津藩
唐津藩（日语：／ Karatsu han */?）是位於日本肥前国唐津的一個藩，藩廳是唐津城。

## 歷史
唐津在安土桃山時代由寺澤廣高管治。關原之戰因支持東軍，戰後被加封天草4萬石。1637年島原之亂後，天草的領地被沒收。1647年堅高逝世，無子繼承。幕府將領地分配給播磨國明石藩大久保忠職。1678年第二代藩主忠朝轉封至佐倉藩。
其後由松平乘久以6萬石管理唐津，其孫乘邑移封至鳥羽藩。然後是土井利益入主。經過四代後利里轉封至古河藩。然後是水野忠任以岡崎藩6萬石身份入主唐津。在第四代忠邦轉封至遠江國濱松藩。
然後是陸奧國棚倉藩小笠原長昌入主。最後藩主長國兼任老中及外國事務總裁。至於長國養子長行則與新政府軍抗戰到底，因而與養父斷絕關係。1871年廢藩置縣後成為唐津縣，最後成為長崎縣與佐賀縣的一部份。

## 藩主

### 寺澤家
外樣 8万3000石→12万3000石 （1593年～1647年）
1. 廣高
2. 堅高

### 大久保家
譜代 8万3000石 （1649年～1678年）
1. 忠職
2. 忠朝

### 大給松平家
譜代 7万石→6万石 （1678年～1691年）
1. 乘久
2. 乘春
3. 乘邑

### 土井家
譜代 7万石 （1691年～1762年）
1. 利益
2. 利實
3. 利延
4. 利里

### 水野家
譜代 6万石 （1762年～1817年）
1. 忠任
2. 忠鼎
3. 忠光
4. 忠邦

### 小笠原家
譜代 6万石 （1817年～1871年）
1. 長昌
2. 長泰
3. 長會
4. 長和
5. 長國

長行（有資料指他為藩主）